# Матијас Гонзалес
Матијас Гонзалес (шп. Matías González; 6. август 1925, Артигас — 12. мај 1984, Монтевидео) био је уругвајски фудбалер, који је играо на позицији одбрамбеног играча. Наступао је за Фудбалску репрезентацију Уругваја на сва четири меча Светског првенства у фудбалу 1950. и тако помогао својој репрезентацији да дође до трофеја.

## Биографија
Каријеру је започео 1946. у фудбалском клубу Атлетико Серо, у ком је остао до краја каријере 1958. Први меч за репрезентацију Уругваја одиграо је 13. априла 1949. у мечу против Еквадора, који је Уругвај добио резултатом 3:2.

## Трофеји
Фудбалска репрезентација Уругваја
- Светско првенство у фудбалу 1950.